# Tornei di tennis maschili nel 1959
Prima della nascita della cosiddetta "Era Open" del tennis, ossia l'apertura ai tennisti professionisti dei tornei che prima di quell'anno erano riservati ai tennisti dilettanti. Nel 1959 i tornei si distinguevano in pro e amatoriali: ai primi potevano partecipare solo i giocatori professionisti, mentre ai secondi potevano partecipare solo i tennisti dilettanti. Tutti i tornei più importanti erano amatoriali tra questi c'erano i tornei del Grande Slam: gli Australian Championships, gli Internazionali di Francia, il Torneo di Wimbledon e gli U.S. National Championships.

## Calendario

### Legenda
| Tornei amatoriali       |
| Tornei professionistici |

### Gennaio
| Settimana  | Torneo                                                                                  | Vincitore                                 | Finalista                      | Semifinalisti              | Eliminati ai quarti                                      |
| ---------- | --------------------------------------------------------------------------------------- | ----------------------------------------- | ------------------------------ | -------------------------- | -------------------------------------------------------- |
| gennaio    | Western Province Championships 1959 Città del Capo, Sudafrica Singolare - Doppio        | Gordon Forbes 6-1 8-10 6-2 6-3            | Gaetan Koenig                  |                            |                                                          |
| gennaio    | Western Province Championships 1959 Città del Capo, Sudafrica Singolare - Doppio        |                                           |                                |                            |                                                          |
| gennaio    | Danish Covered Court Championships 1959 Copenaghen, Danimarca Singolare - Doppio        | Jorgen Ulrich 8-6 9-11 6-4 3-6 6-3        | Kurt Nielsen                   |                            |                                                          |
| gennaio    | Danish Covered Court Championships 1959 Copenaghen, Danimarca Singolare - Doppio        |                                           |                                |                            |                                                          |
| gennaio    | Torneo di Kerala 1959 Kerala, India Singolare - Doppio                                  | Ramanathan Krishnan 8-6 6-0 6-1           | Giuseppe Merlo                 |                            |                                                          |
| gennaio    | Torneo di Kerala 1959 Kerala, India Singolare - Doppio                                  |                                           |                                |                            |                                                          |
| 1º gennaio | India National Championships 1959 Calcutta, India Singolare - Doppio                    | Ramanathan Krishnan 6-1 6-4 6-2           | Naresh Kumar                   |                            |                                                          |
| 1º gennaio | India National Championships 1959 Calcutta, India Singolare - Doppio                    |                                           |                                |                            |                                                          |
| 3 gennaio  | Border Championships 1959 East London, Sudafrica Singolare - Doppio                     | Ian Vermaak 6-0 6-1 6-1                   | R.J.E. Mayers                  |                            |                                                          |
| 3 gennaio  | Border Championships 1959 East London, Sudafrica Singolare - Doppio                     |                                           |                                |                            |                                                          |
| 10 gennaio | New Zealand Championships 1959 Christchurch, Nuova Zelanda Singolare - Doppio           | Robert Howe 6-3 2-6 2-6 6-0 6-3           | John A. Barry                  |                            |                                                          |
| 10 gennaio | New Zealand Championships 1959 Christchurch, Nuova Zelanda Singolare - Doppio           |                                           |                                |                            |                                                          |
| 11 gennaio | Pierre Gillou Indoor 1959 Parigi, Francia Singolare - Doppio                            | Kurt Nielsen 2-6 6-8 6-3 6-4 6-4          | Budge Patty                    |                            |                                                          |
| 11 gennaio | Pierre Gillou Indoor 1959 Parigi, Francia Singolare - Doppio                            |                                           |                                |                            |                                                          |
| 11 gennaio | Western Australian Championships 1959 Perth, Australia Singolare - Doppio               | Andrés Gimeno 6-1 6-4 6-3                 | Earl Buchholz                  |                            |                                                          |
| 11 gennaio | Western Australian Championships 1959 Perth, Australia Singolare - Doppio               |                                           |                                |                            |                                                          |
| 11 gennaio | Sydney Manly Seaside Championships 1959 Sydney, Australia Singolare - Doppio            | Neale Fraser 6-3 6-4                      | Graham Lovett                  |                            |                                                          |
| 11 gennaio | Sydney Manly Seaside Championships 1959 Sydney, Australia Singolare - Doppio            |                                           |                                |                            |                                                          |
| 11 gennaio | Dixie Championships 1959 Tampa, USA Singolare - Doppio                                  | Eddie Moylan 6-4 6-2 3-6 6-4              | Kosei Kamo                     |                            |                                                          |
| 11 gennaio | Dixie Championships 1959 Tampa, USA Singolare - Doppio                                  |                                           |                                |                            |                                                          |
| 15 gennaio | Victorian Pro Championships 1959 Melbourne, Australia Parquet indoor Singolare - Doppio | Frank Sedgman 6-4 9-7 6-4                 | Pancho Gonzales                | Pancho Segura Lew Hoad     | Ashley Cooper Ken Rosewall Malcolm Anderson Tony Trabert |
| 15 gennaio | Victorian Pro Championships 1959 Melbourne, Australia Parquet indoor Singolare - Doppio | Lew Hoad Tony Trabert 6-4 6-2 4-6 3-6 6-4 | Kenneth McGregor Pancho Segura | Pancho Segura Lew Hoad     | Ashley Cooper Ken Rosewall Malcolm Anderson Tony Trabert |
| 19 gennaio | German Covered Court Championships 1959 Colonia, Germania Singolare - Doppio            | Jaroslav Drobný 6-2 6-4 6-4               | Jacques Brichant               |                            |                                                          |
| 19 gennaio | German Covered Court Championships 1959 Colonia, Germania Singolare - Doppio            |                                           |                                |                            |                                                          |
| 24 gennaio | Queensland Pro Championships 1959 Brisbane, Australia Parquet indoor Singolare - Doppio | Ken Rosewall 6-2 4-6 3-6 7-5 6-1          | Tony Trabert                   | Pancho Gonzales Lew Hoad   | Ashley Cooper                                            |
| 24 gennaio | Queensland Pro Championships 1959 Brisbane, Australia Parquet indoor Singolare - Doppio | Pancho Gonzales Ken Rosewall 8-6 6-4      | Lew Hoad Tony Trabert          | Pancho Gonzales Lew Hoad   | Ashley Cooper                                            |
| 24 gennaio | India Hard Court Championships 1959 Bombay, India Singolare - Doppio                    | Giuseppe Merlo 6-4 6-3 6-4                | Ramanathan Krishnan            |                            |                                                          |
| 24 gennaio | India Hard Court Championships 1959 Bombay, India Singolare - Doppio                    |                                           |                                |                            |                                                          |
| 26 gennaio | Australian Championships 1959 Adelaide, Australia Singolare - Doppio                    | Alex Olmedo 6-1 6-2 3-6 6-3               | Neale Fraser                   |                            |                                                          |
| 26 gennaio | Australian Championships 1959 Adelaide, Australia Singolare - Doppio                    | Rod Laver Bob Mark 9-7, 6-4, 6-2          | Don Candy Bob Howe             |                            |                                                          |
| 26 gennaio | University of Miami Championships 1959 Coral Gables, USA Singolare - Doppio             | Jack W. Frost 6-1 3-6 1-6 6-2 6-1         | Birger Folke                   |                            |                                                          |
| 26 gennaio | University of Miami Championships 1959 Coral Gables, USA Singolare - Doppio             |                                           |                                |                            |                                                          |
| 30 gennaio | Western Australian Pro Championships 1959 Perth, Australia Singolare - Doppio           | Lew Hoad 6-1 6-3                          | Ashley Cooper                  | Ken Rosewall Frank Sedgman | Pancho Segura Tony Trabert Pancho Gonzales Mervyn Rose   |
| 30 gennaio | Western Australian Pro Championships 1959 Perth, Australia Singolare - Doppio           | Tony Trabert Lew Hoad 6-3 6-2 6-1         | Ashley Cooper Pancho Segura    | Ken Rosewall Frank Sedgman | Pancho Segura Tony Trabert Pancho Gonzales Mervyn Rose   |

### Febbraio
| Settimana   | Torneo                                                                                        | Vincitore                                                           | Finalista             | Semifinalisti              | Eliminati ai quarti                                        |
| ----------- | --------------------------------------------------------------------------------------------- | ------------------------------------------------------------------- | --------------------- | -------------------------- | ---------------------------------------------------------- |
| febbraio    | Moroccan International Championships 1959 Casablanca, Marocco Singolare - Doppio              | Mike Davies 6-3 1-6 7-5                                             | Robert Haillet        |                            |                                                            |
| febbraio    | Moroccan International Championships 1959 Casablanca, Marocco Singolare - Doppio              |                                                                     |                       |                            |                                                            |
| febbraio    | Indonesian International 1959 Giava, Indonesia Singolare - Doppio                             | Warren Jacques 6-2 6-4 6-4                                          | Tjiok Som Kwee        |                            |                                                            |
| febbraio    | Indonesian International 1959 Giava, Indonesia Singolare - Doppio                             |                                                                     |                       |                            |                                                            |
| 1º febbraio | Florida State Championships 1959 Orlando, USA Singolare - Doppio                              | William Alvarez 6-0 6-4 6-1                                         | Birger Folke          |                            |                                                            |
| 1º febbraio | Florida State Championships 1959 Orlando, USA Singolare - Doppio                              |                                                                     |                       |                            |                                                            |
| 8 febbraio  | New South Wales Pro Championships 1959 Sydney, Australia Parquet indoor Singolare - Doppio    | Pancho Gonzales 7-5 6-4 0-6 6-4                                     | Frank Sedgman         | Ken Rosewall Lew Hoad      | Malcolm Anderson Pancho Segura Ashley Cooper Tony Trabert  |
| 8 febbraio  | New South Wales Pro Championships 1959 Sydney, Australia Parquet indoor Singolare - Doppio    | Pancho Gonzales Ken Rosewall 6-4 5-7 5-7 7-5 6-2                    | Lew Hoad Tony Trabert | Ken Rosewall Lew Hoad      | Malcolm Anderson Pancho Segura Ashley Cooper Tony Trabert  |
| 8 febbraio  | Scandinavian Covered Court Championships 1959 Stoccolma, Svezia Singolare - Doppio            | Sven Davidson 6-1 6-2 2-6 6-3                                       | Kurt Nielsen          |                            |                                                            |
| 8 febbraio  | Scandinavian Covered Court Championships 1959 Stoccolma, Svezia Singolare - Doppio            |                                                                     |                       |                            |                                                            |
| 14 febbraio | South Australian Pro Championships 1959 Adelaide, Australia Parquet indoor Singolare - Doppio | Lew Hoad 5-7 7-5 6-4                                                | Ken Rosewall          | Tony Trabert Frank Sedgman | Mervyn Rose Pancho Gonzales Pancho Segura Malcolm Anderson |
| 14 febbraio | South Australian Pro Championships 1959 Adelaide, Australia Parquet indoor Singolare - Doppio | Tony Trabert Lew Hoad Ken Rosewall Pancho Gonzales titolo condiviso |                       | Tony Trabert Frank Sedgman | Mervyn Rose Pancho Gonzales Pancho Segura Malcolm Anderson |
| 14 febbraio | Auckland International Wills 1959 Auckland, Nuova Zelanda Singolare - Doppio                  | Jeff Robson 6-2 6-4 8-6                                             | Roy Emerson           | Lew Gerrard Bob Mark       | Fred Stolle Martin Mulligan Bob Hewitt Geoff Pares         |
| 14 febbraio | Auckland International Wills 1959 Auckland, Nuova Zelanda Singolare - Doppio                  |                                                                     |                       | Lew Gerrard Bob Mark       | Fred Stolle Martin Mulligan Bob Hewitt Geoff Pares         |
| 16 febbraio | Buffalo Indoor 1959 Buffalo, USA Singolare - Doppio                                           | Dick Savitt 6-3 6-4                                                 | Mike Franks           |                            |                                                            |
| 16 febbraio | Buffalo Indoor 1959 Buffalo, USA Singolare - Doppio                                           |                                                                     |                       |                            |                                                            |
| 16 febbraio | South Florida Championships 1959 West Palm Beach, USA Singolare - Doppio                      | William Alvarez 6-2 6-2                                             | Jack W. Frost         |                            |                                                            |
| 16 febbraio | South Florida Championships 1959 West Palm Beach, USA Singolare - Doppio                      |                                                                     |                       |                            |                                                            |
| 22 febbraio | French Covered Court Championships 1959 Parigi, Francia Singolare - Doppio                    | Kurt Nielsen 10-8 3-6 6-3 6-3                                       | Jean-Claude Molinari  |                            |                                                            |
| 22 febbraio | French Covered Court Championships 1959 Parigi, Francia Singolare - Doppio                    |                                                                     |                       |                            |                                                            |
| 24 febbraio | US Indoors 1959 New York, USA Singolare - Doppio                                              | Alex Olmedo 7-9 6-3 6-4 5-7 12-10                                   | Dick Savitt           |                            |                                                            |
| 24 febbraio | US Indoors 1959 New York, USA Singolare - Doppio                                              |                                                                     |                       |                            |                                                            |
| 28 febbraio | Wellington Festival Tournament 1959 Wellington, Nuova Zelanda Singolare - Doppio              | Martin Mulligan 2-6 6-1 6-3 6-3                                     | Bob Hewitt            |                            |                                                            |
| 28 febbraio | Wellington Festival Tournament 1959 Wellington, Nuova Zelanda Singolare - Doppio              |                                                                     |                       |                            |                                                            |

### Marzo
| Settimana | Torneo                                                                                               | Vincitore                            | Finalista           | Semifinalisti | Eliminati ai quarti |
| --------- | --- | ------------------------------------ | ------------------- | ------------- | ------------------- |
| 2 marzo   | Desert Invitational 1959 Palm Desert, USA Singolare - Doppio                                         | Alex Olmedo 6-3 3-6 6-4              | Clifton Mayne       |               |                     |
| 2 marzo   | Desert Invitational 1959 Palm Desert, USA Singolare - Doppio                                         |                                      |                     |               |                     |
| 7 marzo   | Queensland Bay Championships 1959 Redcliffe, Australia Singolare - Doppio                            | Neil Gibson 7-5 6-3                  | Francis Gorman      |               |                     |
| 7 marzo   | Queensland Bay Championships 1959 Redcliffe, Australia Singolare - Doppio                            |                                      |                     |               |                     |
| 8 marzo   | New South Wales Hard Court Championships 1959 Goulborn, Australia Singolare - Doppio                 | Neale Fraser 6-4 6-3                 | Robert Howe         |               |                     |
| 8 marzo   | New South Wales Hard Court Championships 1959 Goulborn, Australia Singolare - Doppio                 |                                      |                     |               |                     |
| 9 marzo   | Caracas Altamira International 1959 Caracas, Venezuela Singolare - Doppio                            | Jon Douglas 6-3 6-4 6-3              | Mike Davies         |               |                     |
| 9 marzo   | Caracas Altamira International 1959 Caracas, Venezuela Singolare - Doppio                            |                                      |                     |               |                     |
| 10 marzo  | Riviera Championships 1959 Mentone, Francia Singolare - Doppio                                       | William Knight 6-4 6-2               | István Gulyás       |               |                     |
| 10 marzo  | Riviera Championships 1959 Mentone, Francia Singolare - Doppio                                       |                                      |                     |               |                     |
| 14 marzo  | Colombia International 1959 Barranquilla, Colombia Singolare - Doppio                                | Luis Ayala 6-4 14-12 6-1             | Bernard Tut Bartzen |               |                     |
| 14 marzo  | Colombia International 1959 Barranquilla, Colombia Singolare - Doppio                                |                                      |                     |               |                     |
| 14 marzo  | Egyptian International Cairo Championships 1959 Il Cairo, Egitto Singolare - Doppio                  | Nicola Pietrangeli 6-2 6-3 6-1       | Giuseppe Merlo      |               |                     |
| 14 marzo  | Egyptian International Cairo Championships 1959 Il Cairo, Egitto Singolare - Doppio                  |                                      |                     |               |                     |
| 14 marzo  | British Covered Court Championships 1959 Londra, Gran Bretagna Singolare - Doppio                    | Bobby Wilson 6-3 8-6 6-2             | Kurt Nielsen        |               |                     |
| 14 marzo  | British Covered Court Championships 1959 Londra, Gran Bretagna Singolare - Doppio                    |                                      |                     |               |                     |
| 15 marzo  | Gallia Club Championships 1959 Cannes, Francia Singolare - Doppio                                    | Jean-Noël Grinda 8-6 6-4 6-4         | Władysław Skonecki  |               |                     |
| 15 marzo  | Gallia Club Championships 1959 Cannes, Francia Singolare - Doppio                                    |                                      |                     |               |                     |
| 22 marzo  | Egyptian International Alexandria Championships 1959 Alessandria d'Egitto, Egitto Singolare - Doppio | Giuseppe Merlo 4-6 6-4 7-5 6-3       | Nicola Pietrangeli  |               |                     |
| 22 marzo  | Egyptian International Alexandria Championships 1959 Alessandria d'Egitto, Egitto Singolare - Doppio |                                      |                     |               |                     |
| 22 marzo  | St Andrews Invitation 1959 Kingston, Giamaica Singolare - Doppio                                     | Jaroslav Drobný 8-6 5-7 6-3          | Jon Douglas         |               |                     |
| 22 marzo  | St Andrews Invitation 1959 Kingston, Giamaica Singolare - Doppio                                     |                                      |                     |               |                     |
| 22 marzo  | Torneo di Wynnum 1959 Wynnum, Australia Singolare - Doppio                                           | Neil Gibson 6-3 6-2                  | Rod Laver           |               |                     |
| 22 marzo  | Torneo di Wynnum 1959 Wynnum, Australia Singolare - Doppio                                           |                                      |                     |               |                     |
| 23 marzo  | Cannes Lawn Tennis Club Championships 1959 Cannes, Francia Singolare - Doppio                        | Jacques Brichant 6-4 3-6 0-6 6-3 6-3 | William Knight      |               |                     |
| 23 marzo  | Cannes Lawn Tennis Club Championships 1959 Cannes, Francia Singolare - Doppio                        |                                      |                     |               |                     |
| 29 marzo  | South African Championships 1959 Johannesburg, Sudafrica Singolare - Doppio                          | Gordon Forbes 6-3 6-4 6-2            | Ian Vermaak         |               |                     |
| 29 marzo  | South African Championships 1959 Johannesburg, Sudafrica Singolare - Doppio                          |                                      |                     |               |                     |
| 29 marzo  | Perth Championships 1959 Perth, Australia Singolare - Doppio                                         | Aleck Bridge 4-6 7-5 6-0 6-1         | Les Grafton         |               |                     |
| 29 marzo  | Perth Championships 1959 Perth, Australia Singolare - Doppio                                         |                                      |                     |               |                     |
| 30 marzo  | Torneo di Kingaroy 1959 Kingaroy, Australia Singolare - Doppio                                       | Robert Pearson 6-0 6-4               | Draper              |               |                     |
| 30 marzo  | Torneo di Kingaroy 1959 Kingaroy, Australia Singolare - Doppio                                       |                                      |                     |               |                     |
| 30 marzo  | Torneo di La Jolla 1959 La Jolla, USA Singolare - Doppio                                             | Dennis Ralston 7-5 6-3               | Bill Bond           |               |                     |
| 30 marzo  | Torneo di La Jolla 1959 La Jolla, USA Singolare - Doppio                                             |                                      |                     |               |                     |
| 30 marzo  | Monte Carlo Cup 1959 Monte Carlo, Monte Carlo Singolare - Doppio                                     | Robert Haillet 9-7 6-3 4-6 6-3       | Budge Patty         |               |                     |
| 30 marzo  | Monte Carlo Cup 1959 Monte Carlo, Monte Carlo Singolare - Doppio                                     |                                      |                     |               |                     |
| 30 marzo  | Caribbean Championships 1959 Montego Bay, Giamaica Singolare - Doppio                                | Luis Ayala 1917 10-8 6-3             | Jaroslav Drobný     |               |                     |
| 30 marzo  | Caribbean Championships 1959 Montego Bay, Giamaica Singolare - Doppio                                |                                      |                     |               |                     |
| 30 marzo  | Central Queensland Championships 1959 Rockhampton, Australia Singolare - Doppio                      | Rod Laver 6-1 6-2                    | Francis Gorman      |               |                     |
| 30 marzo  | Central Queensland Championships 1959 Rockhampton, Australia Singolare - Doppio                      |                                      |                     |               |                     |
| 30 marzo  | Goulburn Valley Championships 1959 Shepparton, Australia Singolare - Doppio                          | Neale Fraser 6-1 11-9                | Bert Kearney        |               |                     |
| 30 marzo  | Goulburn Valley Championships 1959 Shepparton, Australia Singolare - Doppio                          |                                      |                     |               |                     |
| 30 marzo  | Murray Valley Championships 1959 Swan Hill, Australia Singolare - Doppio                             | Will Coghlan 6-2 6-3                 | J. Brown            |               |                     |
| 30 marzo  | Murray Valley Championships 1959 Swan Hill, Australia Singolare - Doppio                             |                                      |                     |               |                     |
| 30 marzo  | Darling Downs Championships 1959 Toowoomba, Australia Singolare - Doppio                             | Neil Gibson 5-7 6-4 6-1              | Ken Fletcher        |               |                     |
| 30 marzo  | Darling Downs Championships 1959 Toowoomba, Australia Singolare - Doppio                             |                                      |                     |               |                     |
| 30 marzo  | Yarrawonga Easter Tournament 1959 Yarrawonga, Australia Singolare - Doppio                           | Noel Holland 0-6 6-4 6-4             | Paul Hearnden       |               |                     |
| 30 marzo  | Yarrawonga Easter Tournament 1959 Yarrawonga, Australia Singolare - Doppio                           |                                      |                     |               |                     |
| 31 marzo  | Southport Hard Court Championships 1959 Southport, Gran Bretagna Singolare - Doppio                  | Alan Mills 6-1 6-2                   | Malcolm Gracie      |               |                     |
| 31 marzo  | Southport Hard Court Championships 1959 Southport, Gran Bretagna Singolare - Doppio                  |                                      |                     |               |                     |

### Aprile
| Settimana | Torneo                                                                                | Vincitore                                  | Finalista            | Semifinalisti               | Eliminati ai quarti                                     |
| --------- | ------------------------------------------------------------------------------------- | ------------------------------------------ | -------------------- | --------------------------- | ------------------------------------------------------- |
| 1º aprile | Tasmanian Championships 1959 Launceston, Australia Singolare - Doppio                 | Bob Mark 6-3 7-5 6-2                       | Roy Emerson          |                             |                                                         |
| 1º aprile | Tasmanian Championships 1959 Launceston, Australia Singolare - Doppio                 |                                            |                      |                             |                                                         |
| 5 aprile  | Nice Lawn Tennis Club Championships 1959 Nizza, Francia Singolare - Doppio            | István Gulyás 0-6 4-6 9-7 6-4 3-3 ritiro   | Torben Ulrich        |                             |                                                         |
| 5 aprile  | Nice Lawn Tennis Club Championships 1959 Nizza, Francia Singolare - Doppio            |                                            |                      |                             |                                                         |
| 5 aprile  | Roehampton Hard Court Championships 1959 Roehampton, Gran Bretagna Singolare - Doppio | Gerald D. Oakley 6-4 7-9 6-2               | John Maloney         |                             |                                                         |
| 5 aprile  | Roehampton Hard Court Championships 1959 Roehampton, Gran Bretagna Singolare - Doppio |                                            |                      |                             |                                                         |
| 5 aprile  | Caribe Hilton Championships 1959 San Juan, Porto Rico Singolare - Doppio              | Luis Ayala 4-6 9-7 6-3 6-2                 | Vic Seixas           |                             |                                                         |
| 5 aprile  | Caribe Hilton Championships 1959 San Juan, Porto Rico Singolare - Doppio              |                                            |                      |                             |                                                         |
| 11 aprile | Aix Golden Racquet Tournament 1959 Aix-en-Provence, Francia Singolare - Doppio        | Gardnar Mulloy 3-6 6-0 6-0 6-4             | Jacques Brichant     |                             |                                                         |
| 11 aprile | Aix Golden Racquet Tournament 1959 Aix-en-Provence, Francia Singolare - Doppio        |                                            |                      |                             |                                                         |
| 11 aprile | Carlton Club Championships 1959 Cannes, Francia Singolare - Doppio                    | Torben Ulrich 6-3 0-6 6-4 2-6 6-2          | Robert Haillet       |                             |                                                         |
| 11 aprile | Carlton Club Championships 1959 Cannes, Francia Singolare - Doppio                    |                                            |                      |                             |                                                         |
| 11 aprile | Cumberland Hard Court Championships 1959 Hampstead, Gran Bretagna Singolare - Doppio  | Lew Gerrard 6-3 6-2                        | Roger Becker         |                             |                                                         |
| 11 aprile | Cumberland Hard Court Championships 1959 Hampstead, Gran Bretagna Singolare - Doppio  |                                            |                      |                             |                                                         |
| 11 aprile | Australian Hard Court Championships 1959 Melbourne, Australia Singolare - Doppio      | Neale Fraser 6-2 3-6 12-10 6-3             | Roy Emerson          |                             |                                                         |
| 11 aprile | Australian Hard Court Championships 1959 Melbourne, Australia Singolare - Doppio      | Roy Emerson Bob Mark 6-3 6-4 6-4           | Wayne Reid Doug Reid |                             |                                                         |
| 12 aprile | Dallas Invitation 1959 Dallas, USA Singolare - Doppio                                 | Jaroslav Drobný 6-4 6-1                    | Earl Buchholz        |                             |                                                         |
| 12 aprile | Dallas Invitation 1959 Dallas, USA Singolare - Doppio                                 |                                            |                      |                             |                                                         |
| 12 aprile | Good Neighbor Tournament 1959 Miami Beach, USA Singolare - Doppio                     | Mario Llamas 6-2 4-6 6-3 3-6 7-5           | Jack W. Frost        |                             |                                                         |
| 12 aprile | Good Neighbor Tournament 1959 Miami Beach, USA Singolare - Doppio                     |                                            |                      |                             |                                                         |
| 18 aprile | Catania Championships 1959 Catania, Italia Singolare - Doppio                         | Nicola Pietrangeli 6-4 6-2 6-0             | Giuseppe Merlo       |                             |                                                         |
| 18 aprile | Catania Championships 1959 Catania, Italia Singolare - Doppio                         |                                            |                      |                             |                                                         |
| 18 aprile | Rothmans Connaught Championships 1959 Chingford, Gran Bretagna Singolare - Doppio     | Roger Becker 7-5 2-6 6-4                   | Bobby Wilson         |                             |                                                         |
| 18 aprile | Rothmans Connaught Championships 1959 Chingford, Gran Bretagna Singolare - Doppio     |                                            |                      |                             |                                                         |
| 18 aprile | River Oaks International Tennis Tournament 1959 Houston, USA Singolare - Doppio       | Bernard Tut Bartzen 6-2 5-7 6-0 2-0 ritiro | Dick Savitt          |                             |                                                         |
| 18 aprile | River Oaks International Tennis Tournament 1959 Houston, USA Singolare - Doppio       |                                            |                      |                             |                                                         |
| 18 aprile | Surrey Hard Court Championships 1959 Sutton, Gran Bretagna Singolare - Doppio         | Lew Gerrard 6-3 2-0 ritiro                 | Geoffrey Paish       |                             |                                                         |
| 18 aprile | Surrey Hard Court Championships 1959 Sutton, Gran Bretagna Singolare - Doppio         |                                            |                      |                             |                                                         |
| 19 aprile | Masters Invitational 1959 Jacksonville, USA Singolare - Doppio                        | Mario Llamas 6-3 6-4                       | Francisco Contreras  |                             |                                                         |
| 19 aprile | Masters Invitational 1959 Jacksonville, USA Singolare - Doppio                        |                                            |                      |                             |                                                         |
| 25 aprile | Atlanta Invitational 1959 Atlanta, USA Singolare - Doppio                             | Bernard Tut Bartzen 7-5 6-1 6-8 6-3        | Don Candy            |                             |                                                         |
| 25 aprile | Atlanta Invitational 1959 Atlanta, USA Singolare - Doppio                             |                                            |                      |                             |                                                         |
| 25 aprile | Mediterranean Club Championships 1959 Nizza, Francia Singolare - Doppio               | Allen Fox 6-2 7-5                          | Jacque Grigry        |                             |                                                         |
| 25 aprile | Mediterranean Club Championships 1959 Nizza, Francia Singolare - Doppio               |                                            |                      |                             |                                                         |
| 25 aprile | Campionati Internazionali di Sicilia 1959 Palermo, Italia Singolare - Doppio          | Neale Fraser 6-3 6-4 6-4                   | Nicola Pietrangeli   |                             |                                                         |
| 25 aprile | Campionati Internazionali di Sicilia 1959 Palermo, Italia Singolare - Doppio          |                                            |                      |                             |                                                         |
| 26 aprile | British Hard Court Championships 1959 Bournemouth, Gran Bretagna Singolare - Doppio   | Lew Gerrard 3-6 2-6 6-2 7-5 9-7            | William Knight       |                             |                                                         |
| 26 aprile | British Hard Court Championships 1959 Bournemouth, Gran Bretagna Singolare - Doppio   |                                            |                      |                             |                                                         |
| 26 aprile | World Pro Championships 1959 Cleveland, USA Parquet indoor Singolare                  | Pancho Gonzales 6-4 6-2 6-4                | Lew Hoad             | Ashley Cooper Pancho Segura | Jerry DeWitts Frank Parker Malcolm Anderson Bobby Riggs |

### Maggio
| Settimana | Torneo                                                                              | Vincitore                                       | Finalista                         | Semifinalisti | Eliminati ai quarti |
| --------- | ----------------------------------------------------------------------------------- | ----------------------------------------------- | --------------------------------- | ------------- | ------------------- |
| maggio    | Belgium International Championships 1959 Bruxelles, Belgio Singolare - Doppio       | Jacques Brichant 8-6 6-2 6-1                    | Gustavo Palafox                   |               |                     |
| maggio    | Belgium International Championships 1959 Bruxelles, Belgio Singolare - Doppio       |                                                 |                                   |               |                     |
| maggio    | Torneo di Vienna 1959 Vienna, Austria Singolare - Doppio                            | Franz Hainka 6-3 10-8 7-5                       | Daniel Achondo                    |               |                     |
| maggio    | Torneo di Vienna 1959 Vienna, Austria Singolare - Doppio                            |                                                 |                                   |               |                     |
| 2 maggio  | London Hard Court Championships 1959 Hurlingham, Gran Bretagna Singolare - Doppio   | Jaroslav Drobný 6-3 6-4                         | Adrian Bey                        |               |                     |
| 2 maggio  | London Hard Court Championships 1959 Hurlingham, Gran Bretagna Singolare - Doppio   |                                                 |                                   |               |                     |
| 2 maggio  | Campionato Partenopeo 1959 Napoli, Italia Singolare - Doppio                        | Nicola Pietrangeli 6-2 6-3 4-6 6-4              | Neale Fraser                      |               |                     |
| 2 maggio  | Campionato Partenopeo 1959 Napoli, Italia Singolare - Doppio                        |                                                 |                                   |               |                     |
| 2 maggio  | Paris International Championships 1959 Parigi, Francia Singolare - Doppio           | Pierre Darmon 6-2 1-6 3-6 6-3 6-1               | Gerard Pilet                      |               |                     |
| 2 maggio  | Paris International Championships 1959 Parigi, Francia Singolare - Doppio           |                                                 |                                   |               |                     |
| 4 maggio  | Maroochy Tennis Championships 1959 Nambour, Australia Singolare - Doppio            | Neil Gibson 6-3 6-3                             | Ken Fletcher                      |               |                     |
| 4 maggio  | Maroochy Tennis Championships 1959 Nambour, Australia Singolare - Doppio            |                                                 |                                   |               |                     |
| 9 maggio  | Guildford Hard Court Championships 1959 Guildford, Gran Bretagna Singolare - Doppio | Gustavo Palafox 6-1 6-3                         | Timothy Heckler                   |               |                     |
| 9 maggio  | Guildford Hard Court Championships 1959 Guildford, Gran Bretagna Singolare - Doppio |                                                 |                                   |               |                     |
| 10 maggio | Southern California Championships 1959 Los Angeles, USA Singolare - Doppio          | Mike Franks 6-4 3-6 0-6 12-10 7-5               | Alex Olmedo                       |               |                     |
| 10 maggio | Southern California Championships 1959 Los Angeles, USA Singolare - Doppio          |                                                 |                                   |               |                     |
| 13 maggio | Internazionali d'Italia 1959 Roma, Italia Singolare - Doppio                        | Luis Ayala 6-3 3-6 6-3 6-3                      | Neale Fraser                      |               |                     |
| 13 maggio | Internazionali d'Italia 1959 Roma, Italia Singolare - Doppio                        | Roy Emerson Neale Fraser 8-6, 6-4, 6-4          | Nicola Pietrangeli Orlando Sirola |               |                     |
| 17 maggio | California State Championships 1959 San Francisco, USA Singolare - Doppio           | Clifton Mayne 3-6 11-9 6-4 6-2                  | Noel Brown                        |               |                     |
| 17 maggio | California State Championships 1959 San Francisco, USA Singolare - Doppio           |                                                 |                                   |               |                     |
| 18 maggio | West Berlin Championships 1959 Berlino, Germania Singolare - Doppio                 | Neale Fraser 6-4 4-6 6-1 6-0                    | Warren Woodcock                   |               |                     |
| 18 maggio | West Berlin Championships 1959 Berlino, Germania Singolare - Doppio                 |                                                 |                                   |               |                     |
| 18 maggio | Torneo di Bologna 1959 Bologna, Italia Singolare - Doppio                           | Giuseppe Merlo 8-6 6-2 6-2                      | Mario Llamas                      |               |                     |
| 18 maggio | Torneo di Bologna 1959 Bologna, Italia Singolare - Doppio                           |                                                 |                                   |               |                     |
| 18 maggio | Torneo di Lugano 1959 Lugano, Svizzera Singolare - Doppio                           | Roy Emerson 6-3 6-4 6-3                         | William Knight                    |               |                     |
| 18 maggio | Torneo di Lugano 1959 Lugano, Svizzera Singolare - Doppio                           |                                                 |                                   |               |                     |
| 19 maggio | German Pro Championships 1959 Bad Ems, Germania Singolare - Doppio                  | Peter Cawthorn 6-0 4-6 6-0 3-6 6-3              | Pat Molloy                        |               |                     |
| 19 maggio | German Pro Championships 1959 Bad Ems, Germania Singolare - Doppio                  | Peter Cawthorn R. Bottke                        |                                   |               |                     |
| 23 maggio | Torneo di Lytham St Annes 1959 Lytham St Annes, Gran Bretagna Singolare - Doppio    | Bobby Wilson 11-9 6-3 6-4                       | Mike Davies                       |               |                     |
| 23 maggio | Torneo di Lytham St Annes 1959 Lytham St Annes, Gran Bretagna Singolare - Doppio    |                                                 |                                   |               |                     |
| 31 maggio | Connecticut State Championships 1959 New Haven, USA Singolare - Doppio              | Eddie Moylan 6-1 7-5 6-2                        | Henri Salaun                      |               |                     |
| 31 maggio | Connecticut State Championships 1959 New Haven, USA Singolare - Doppio              |                                                 |                                   |               |                     |
| 31 maggio | Surrey Championships 1959 Surbiton, Gran Bretagna Singolare - Doppio                | Mike Davies 7-9 6-2 6-4 6-3                     | Warren Jacques                    |               |                     |
| 31 maggio | Surrey Championships 1959 Surbiton, Gran Bretagna Singolare - Doppio                |                                                 |                                   |               |                     |
| 31 maggio | Internazionali di Francia 1959 Parigi, Francia Terra rossa Singolare - Doppio       | Nicola Pietrangeli 3-6 6-3 6-4 6-1              | Ian Vermaak                       |               |                     |
| 31 maggio | Internazionali di Francia 1959 Parigi, Francia Terra rossa Singolare - Doppio       | Nicola Pietrangeli Orlando Sirola 6-3 6-2 14-12 | Roy Emerson Neale Fraser          |               |                     |

### Giugno
| Settimana | Torneo                                                                          | Vincitore                                     | Finalista                                                                    | Semifinalisti             | Eliminati ai quarti                                        |
| --------- | ------------------------------------------------------------------------------- | --------------------------------------------- | ---------------------------------------------------------------------------- | ------------------------- | ---------------------------------------------------------- |
| 6 giugno  | Torneo di Cheltenham 1959 Cheltenham, Gran Bretagna Singolare - Doppio          | Tony Pickard 9-7 9-7                          | Warren Jacques                                                               |                           |                                                            |
| 6 giugno  | Torneo di Cheltenham 1959 Cheltenham, Gran Bretagna Singolare - Doppio          |                                               |                                                                              |                           |                                                            |
| 6 giugno  | Northern Championships 1959 Manchester, Gran Bretagna Singolare - Doppio        | Kurt Nielsen 4-6 6-3 6-4                      | Torben Ulrich                                                                |                           |                                                            |
| 6 giugno  | Northern Championships 1959 Manchester, Gran Bretagna Singolare - Doppio        |                                               |                                                                              |                           |                                                            |
| 6 giugno  | The Priory 1959 Birmingham, Gran Bretagna Singolare - Doppio                    | Bobby Wilson 3-6 6-2 10-8                     | Mike Davies                                                                  |                           |                                                            |
| 6 giugno  | The Priory 1959 Birmingham, Gran Bretagna Singolare - Doppio                    |                                               |                                                                              |                           |                                                            |
| 7 giugno  | Torneo Godò 1959 Barcellona, Spagna Singolare - Doppio                          | Neale Fraser 6-2 6-4 3-6 6-2                  | Roy Emerson                                                                  |                           |                                                            |
| 7 giugno  | Torneo Godò 1959 Barcellona, Spagna Singolare - Doppio                          | Roy Emerson Neale Fraser 6-2, 4-6, 6-4, 13-11 | Luis Ayala Rod Laver                                                         |                           |                                                            |
| 7 giugno  | Norwegian International Championships 1959 Oslo, Norvegia Singolare - Doppio    | Budge Patty 6-3 6-1 7-5                       | Jack W. Frost                                                                |                           |                                                            |
| 7 giugno  | Norwegian International Championships 1959 Oslo, Norvegia Singolare - Doppio    |                                               |                                                                              |                           |                                                            |
| 14 giugno | Masters Pro Championships 1959 Los Angeles, USA Cemento Singolare               | Pancho Gonzales Round Robin                   | Lew Hoad Ashley Cooper Ken Rosewall Frank Sedgman Pancho Segura Tony Trabert |                           |                                                            |
| 14 giugno | Kent Championships 1959 Beckenham, Gran Bretagna Singolare - Doppio             | Alex Olmedo 8-6 3-6 6-1                       | Kurt Nielsen                                                                 |                           |                                                            |
| 14 giugno | Kent Championships 1959 Beckenham, Gran Bretagna Singolare - Doppio             |                                               |                                                                              |                           |                                                            |
| 14 giugno | West of England Championships 1959 Bristol, Gran Bretagna Singolare - Doppio    | Ramanathan Krishnan 11-9 6-0                  | Jaroslav Drobný                                                              |                           |                                                            |
| 14 giugno | West of England Championships 1959 Bristol, Gran Bretagna Singolare - Doppio    |                                               |                                                                              |                           |                                                            |
| 14 giugno | European Veterans Tournament 1959 Cortina d'Ampezzo, Italia Singolare - Doppio  | Gardnar Mulloy 6-1 6-3                        | Erwin Blenk                                                                  |                           |                                                            |
| 14 giugno | European Veterans Tournament 1959 Cortina d'Ampezzo, Italia Singolare - Doppio  |                                               |                                                                              |                           |                                                            |
| 14 giugno | Düsseldorf Championships 1959 Düsseldorf, Germania Singolare - Doppio           | Jan-Erik Lundquist 6-2 6-0 4-6 3-6 6-4        | Neale Fraser                                                                 |                           |                                                            |
| 14 giugno | Düsseldorf Championships 1959 Düsseldorf, Germania Singolare - Doppio           |                                               |                                                                              |                           |                                                            |
| 14 giugno | Blue and Gray Invitation 1959 Montgomery, USA Singolare - Doppio                | Ron Holmberg 6-4 4-6 6-4 2-6 6-4              | Gerald Moss                                                                  |                           |                                                            |
| 14 giugno | Blue and Gray Invitation 1959 Montgomery, USA Singolare - Doppio                |                                               |                                                                              |                           |                                                            |
| 15 giugno | Victorian Hard Court Championships 1959 Melbourne, Australia Singolare - Doppio | Anthony J. Ryan 4-6 6-4 6-3                   | Brian Tobin                                                                  |                           |                                                            |
| 15 giugno | Victorian Hard Court Championships 1959 Melbourne, Australia Singolare - Doppio |                                               |                                                                              |                           |                                                            |
| 20 giugno | Queen's Club Championships 1959 Londra, Gran Bretagna Singolare - Doppio        | Ramanathan Krishnan 6-3 6-0                   | Neale Fraser                                                                 |                           |                                                            |
| 20 giugno | Queen's Club Championships 1959 Londra, Gran Bretagna Singolare - Doppio        |                                               |                                                                              |                           |                                                            |
| 20 giugno | Torneo di Malvern 1959 Malvern, Gran Bretagna Singolare - Doppio                | Luis Ayala 11-9 6-4                           | Roger Becker                                                                 |                           |                                                            |
| 20 giugno | Torneo di Malvern 1959 Malvern, Gran Bretagna Singolare - Doppio                |                                               |                                                                              |                           |                                                            |
| 21 giugno | O'Keefe Pro Championships 1959 Toronto, Canada Cemento Singolare - Doppio       | Pancho Gonzales 6-1 6-4 6-1                   | Frank Sedgman                                                                | Tony Trabert Lew Hoad     | Ashley Cooper Ken Rosewall Pancho Segura Mervyn Rose       |
| 21 giugno | O'Keefe Pro Championships 1959 Toronto, Canada Cemento Singolare - Doppio       | Lew Hoad Tony Trabert 2-6 7-5 6-2             | Pancho Gonzales Ken Rosewall                                                 | Tony Trabert Lew Hoad     | Ashley Cooper Ken Rosewall Pancho Segura Mervyn Rose       |
| 21 giugno | Southern Championships 1959 Birmingham, USA Singolare - Doppio                  | Crawford Henry 8-10 6-3 6-4                   | John Powless                                                                 |                           |                                                            |
| 21 giugno | Southern Championships 1959 Birmingham, USA Singolare - Doppio                  |                                               |                                                                              |                           |                                                            |
| 28 giugno | Tournament of Champions 1959 Forest Hills, USA Erba Singolare - Doppio          | Lew Hoad 6-1 5-7 6-2 6-1                      | Pancho Gonzales                                                              | Ken Rosewall Tony Trabert | Malcolm Anderson Pancho Segura Frank Sedgman Ashley Cooper |
| 28 giugno | Tournament of Champions 1959 Forest Hills, USA Erba Singolare - Doppio          | Lew Hoad Tony Trabert 7-5 6-3 6-2             | Mervyn Rose Frank Sedgman                                                    | Ken Rosewall Tony Trabert | Malcolm Anderson Pancho Segura Frank Sedgman Ashley Cooper |
| 28 giugno | National Collegiate Championships 1959 Evanston, USA Singolare - Doppio         | Whitney Reed 7-5 3-6 6-2 4-6 6-3              | Donald Dell                                                                  |                           |                                                            |
| 28 giugno | National Collegiate Championships 1959 Evanston, USA Singolare - Doppio         |                                               |                                                                              |                           |                                                            |

### Luglio
| Settimana | Torneo                                                                                    | Vincitore                                     | Finalista           | Semifinalisti | Eliminati ai quarti |
| --------- | ----------------------------------------------------------------------------------------- | --------------------------------------------- | ------------------- | ------------- | ------------------- |
| luglio    | Belgium National Championships 1959 Bruxelles, Belgio Singolare - Doppio                  | Jacques Brichant 6-3 6-1 6-3                  | Jean-Pierre Froment |               |                     |
| luglio    | Belgium National Championships 1959 Bruxelles, Belgio Singolare - Doppio                  |                                               |                     |               |                     |
| luglio    | Hungarian International Championships 1959 Budapest, Ungheria Singolare - Doppio          | Peter Scholl 5-7 1-6 0-5 ritiro               | István Gulyás       |               |                     |
| luglio    | Hungarian International Championships 1959 Budapest, Ungheria Singolare - Doppio          |                                               |                     |               |                     |
| luglio    | Natal Championships 1959 Durban, Sudafrica Singolare - Doppio                             | Bryan Woodroffe 6-2 6-2 6-0                   | R.J.E. Mayers       |               |                     |
| luglio    | Natal Championships 1959 Durban, Sudafrica Singolare - Doppio                             |                                               |                     |               |                     |
| 5 luglio  | Torneo di Blankenberghe 1959 Blankenberghe, Belgio Singolare - Doppio                     | Jacques Brichant 6-2 6-3                      | Mike Franks         |               |                     |
| 5 luglio  | Torneo di Blankenberghe 1959 Blankenberghe, Belgio Singolare - Doppio                     |                                               |                     |               |                     |
| 5 luglio  | Torneo di Caboolture 1959 Caboolture, Australia Singolare - Doppio                        | Neil Gibson 6-3 4-6 6-3                       | Greg Hughes         |               |                     |
| 5 luglio  | Torneo di Caboolture 1959 Caboolture, Australia Singolare - Doppio                        |                                               |                     |               |                     |
| 5 luglio  | Tri-State Championships 1959 Cincinnati, USA Singolare - Doppio                           | Whitney Reed 1-6 7-5 6-3 6-3                  | Donald Dell         |               |                     |
| 5 luglio  | Tri-State Championships 1959 Cincinnati, USA Singolare - Doppio                           |                                               |                     |               |                     |
| 5 luglio  | Torneo di Wimbledon 1959 Londra, Gran Bretagna Singolare - Doppio                         | Alex Olmedo 6-4 6-3 6-4                       | Rod Laver           |               |                     |
| 5 luglio  | Torneo di Wimbledon 1959 Londra, Gran Bretagna Singolare - Doppio                         | Roy Emerson Neale Fraser 8-6, 6-3, 14-16, 9-7 | Rod Laver Bob Mark  |               |                     |
| 11 luglio | Irish Championships 1959 Dublino, Irlanda Singolare - Doppio                              | Jack W. Frost 8-6 11-9                        | Jack Douglas        |               |                     |
| 11 luglio | Irish Championships 1959 Dublino, Irlanda Singolare - Doppio                              |                                               |                     |               |                     |
| 11 luglio | Midland Counties Championships 1959 Edgbaston, Gran Bretagna Singolare - Doppio           | Powell 7-5 8-6                                | Lew Gerrard         |               |                     |
| 11 luglio | Midland Counties Championships 1959 Edgbaston, Gran Bretagna Singolare - Doppio           |                                               |                     |               |                     |
| 11 luglio | Nottinghamshire Championships 1959 Nottingham, Gran Bretagna Singolare - Doppio           | Mark Otway 4-6 6-3 6-1                        | Alan E. Bailey      |               |                     |
| 11 luglio | Nottinghamshire Championships 1959 Nottingham, Gran Bretagna Singolare - Doppio           |                                               |                     |               |                     |
| 11 luglio | Torneo di Sunderland 1959 Sunderland, Gran Bretagna Singolare - Doppio                    | Rodney Mandelstam 6-3 6-2                     | Budge Patty         |               |                     |
| 11 luglio | Torneo di Sunderland 1959 Sunderland, Gran Bretagna Singolare - Doppio                    |                                               |                     |               |                     |
| 11 luglio | Beerschot International 1959 Anversa, Belgio Singolare - Doppio                           | Jacques Brichant                              | Luis Ayala          |               |                     |
| 11 luglio | Beerschot International 1959 Anversa, Belgio Singolare - Doppio                           |                                               |                     |               |                     |
| 11 luglio | Swedish International Hard Court Championships 1959 Båstad, Svezia Singolare - Doppio     | Ramanathan Krishnan 6-1 6-1 5-7 6-1           | M. Frost            |               |                     |
| 11 luglio | Swedish International Hard Court Championships 1959 Båstad, Svezia Singolare - Doppio     |                                               |                     |               |                     |
| 12 luglio | Western Championships 1959 Milwaukee, USA Singolare - Doppio                              | Bernard Tut Bartzen 6-1 6-2 3-6 6-2           | Warren Woodcock     |               |                     |
| 12 luglio | Western Championships 1959 Milwaukee, USA Singolare - Doppio                              |                                               |                     |               |                     |
| 18 luglio | Essex Championships 1959 Frinton, Gran Bretagna Singolare - Doppio                        | Mark Otway 6-2 6-2                            | Lew Gerrard         |               |                     |
| 18 luglio | Essex Championships 1959 Frinton, Gran Bretagna Singolare - Doppio                        |                                               |                     |               |                     |
| 18 luglio | Torneo di Havant 1959 Havant, Gran Bretagna Singolare - Doppio                            | Stan Hicks 6-2 5-7 6-2                        | L.A. MacDonald      |               |                     |
| 18 luglio | Torneo di Havant 1959 Havant, Gran Bretagna Singolare - Doppio                            |                                               |                     |               |                     |
| 18 luglio | Torneo di Hoylake & West Kirby 1959 Hoylake, Gran Bretagna Singolare - Doppio             | Ramanathan Krishnan 6-2 6-1                   | Premjit Lall        |               |                     |
| 18 luglio | Torneo di Hoylake & West Kirby 1959 Hoylake, Gran Bretagna Singolare - Doppio             |                                               |                     |               |                     |
| 18 luglio | U.S. Men's Clay Court Championships 1959 Indianapolis, USA Singolare - Doppio             | Bernard Tut Bartzen 6-0 8-6 9-7               | Whitney Reed        |               |                     |
| 18 luglio | U.S. Men's Clay Court Championships 1959 Indianapolis, USA Singolare - Doppio             | Bernard Bartzen Grant Golden                  |                     |               |                     |
| 18 luglio | Welsh Championships 1959 Newport, Gran Bretagna Singolare - Doppio                        | Bobby Wilson 6-4 6-1                          | Alan Mills          |               |                     |
| 18 luglio | Welsh Championships 1959 Newport, Gran Bretagna Singolare - Doppio                        |                                               |                     |               |                     |
| 18 luglio | Torneo di Penzance 1959 Penzance, Gran Bretagna Singolare - Doppio                        | Roger Taylor 6-8 6-4 6-3                      | Mike Sangster       |               |                     |
| 18 luglio | Torneo di Penzance 1959 Penzance, Gran Bretagna Singolare - Doppio                        |                                               |                     |               |                     |
| 18 luglio | Czechoslovakian International Championships 1959 Praga, Cecoslovacchia Singolare - Doppio | Jiri Javorsky 6-4 4-6 6-0 3-6 6-4             | Don Candy           |               |                     |
| 18 luglio | Czechoslovakian International Championships 1959 Praga, Cecoslovacchia Singolare - Doppio |                                               |                     |               |                     |
| 26 luglio | Swiss International Championships 1959 Gstaad, Svizzera Singolare - Doppio                | Luis Ayala 6-1 6-2 6-1                        | Jan-Erik Lundquist  |               |                     |
| 26 luglio | Swiss International Championships 1959 Gstaad, Svizzera Singolare - Doppio                |                                               |                     |               |                     |
| 26 luglio | Pennsylvania Lawn Tennis Championship 1959 Haverford, USA Singolare - Doppio              | Barry MacKay 9-7 10-8 6-0                     | Ian Vermaak         |               |                     |
| 26 luglio | Pennsylvania Lawn Tennis Championship 1959 Haverford, USA Singolare - Doppio              |                                               |                     |               |                     |
| 26 luglio | Torneo di Minikahda 1959 Minikahda, USA Singolare - Doppio                                | Warren Woodcock 6-2 6-2                       | Gardnar Mulloy      |               |                     |
| 26 luglio | Torneo di Minikahda 1959 Minikahda, USA Singolare - Doppio                                |                                               |                     |               |                     |

### Agosto
| Settimana | Torneo                                                                                 | Vincitore                                         | Finalista                      | Semifinalisti                   | Eliminati ai quarti                               |
| --------- | -------------------------------------------------------------------------------------- | ------------------------------------------------- | ------------------------------ | ------------------------------- | ------------------------------------------------- |
| agosto    | Eastern Mediterranean Championships 1959 Atene, Grecia Singolare - Doppio              | Ulf Schmidt 4-6 7-5 6-8 6-3 7-5                   | Robert Howe                    |                                 |                                                   |
| agosto    | Eastern Mediterranean Championships 1959 Atene, Grecia Singolare - Doppio              |                                                   |                                |                                 |                                                   |
| agosto    | Moscow International 1959 Mosca, URSS Singolare - Doppio                               | István Gulyás 10-8 9-7 6-1                        | Władysław Skonecki             |                                 |                                                   |
| agosto    | Moscow International 1959 Mosca, URSS Singolare - Doppio                               |                                                   |                                |                                 |                                                   |
| 1º agosto | Malaysian International Championships 1959 Ipoh, Malaysia Singolare - Doppio           | Sumant Misra 6-1 6-4                              | Warren Jacques                 |                                 |                                                   |
| 1º agosto | Malaysian International Championships 1959 Ipoh, Malaysia Singolare - Doppio           |                                                   |                                |                                 |                                                   |
| 2 agosto  | Torneo di Aix-les-Bains 1959 Aix-les-Bains, Francia Singolare - Doppio                 | Jaroslav Drobný 6-3 7-5                           | William Knight                 |                                 |                                                   |
| 2 agosto  | Torneo di Aix-les-Bains 1959 Aix-les-Bains, Francia Singolare - Doppio                 |                                                   |                                |                                 |                                                   |
| 2 agosto  | US Hard Court Championships 1959 Denver, USA Singolare - Doppio                        | Ramanathan Krishnan 12-10 6-3 6-3                 | Whitney Reed                   |                                 |                                                   |
| 2 agosto  | US Hard Court Championships 1959 Denver, USA Singolare - Doppio                        |                                                   |                                |                                 |                                                   |
| 2 agosto  | Southampton Invitation 1959 Southampton, USA Singolare - Doppio                        | Ian Vermaak 6-1 6-4 6-1                           | Ray Weedon                     |                                 |                                                   |
| 2 agosto  | Southampton Invitation 1959 Southampton, USA Singolare - Doppio                        |                                                   |                                |                                 |                                                   |
| 8 agosto  | British Pro Championships 1959 Eastbourne, Gran Bretagna Singolare - Doppio            | George Worthington 6-3 6-0 6-4                    | Bill Moss                      |                                 |                                                   |
| 8 agosto  | British Pro Championships 1959 Eastbourne, Gran Bretagna Singolare - Doppio            | George Worthington Bill Moss 6-1 6-1 6-2          | G. Bradley M. Evans            |                                 |                                                   |
| 9 agosto  | South Queensland Championships 1959 Ipswich, Australia Singolare - Doppio              | Neil Gibson 6-3 6-4                               | G. Gaydon                      |                                 |                                                   |
| 9 agosto  | South Queensland Championships 1959 Ipswich, Australia Singolare - Doppio              |                                                   |                                |                                 |                                                   |
| 9 agosto  | Eastern Grass Court Championships 1959 South Orange, USA Singolare - Doppio            | Alex Olmedo 6-4 3-6 6-0 6-2                       | Michael Green                  |                                 |                                                   |
| 9 agosto  | Eastern Grass Court Championships 1959 South Orange, USA Singolare - Doppio            |                                                   |                                |                                 |                                                   |
| 10 agosto | German Championships 1959 Amburgo, Germania Singolare - Doppio                         | William Knight 4-6 6-4 4-6 6-3 8-6                | Ian Vermaak                    |                                 |                                                   |
| 10 agosto | German Championships 1959 Amburgo, Germania Singolare - Doppio                         |                                                   |                                |                                 |                                                   |
| 10 agosto | Canadian Championships 1959 Québec, Canada Singolare - Doppio                          | Reynaldo O. Garrido 6-4 1-6 6-4 6-1               | Orlando Garrido                |                                 |                                                   |
| 10 agosto | Canadian Championships 1959 Québec, Canada Singolare - Doppio                          | Robert Bédard Don Fontana 6-3, 1-6, 6-3, 2-6, 6-1 | Orlando Garrido Eduardo Zuleta |                                 |                                                   |
| 14 agosto | St Moritz Kulm Carlton 1959 St Moritz, Svizzera Singolare - Doppio                     | Jaroslav Drobný 6-4 8-6                           | Roger Becker                   |                                 |                                                   |
| 14 agosto | St Moritz Kulm Carlton 1959 St Moritz, Svizzera Singolare - Doppio                     |                                                   |                                |                                 |                                                   |
| 15 agosto | Slazenger Pro Championships 1959 Scarborough, Gran Bretagna Erba Singolare - Doppio    | Ashley Cooper 6-3 6-4 6-1                         | Lew Hoad                       | Tony Trabert George Worthington | Peter Cawthorn Malcolm Anderson J. Horn Bill Moss |
| 15 agosto | Slazenger Pro Championships 1959 Scarborough, Gran Bretagna Erba Singolare - Doppio    | Lew Hoad Tony Trabert 6-2 6-2 6-4                 | Malcolm Anderson Ashley Cooper | Tony Trabert George Worthington | Peter Cawthorn Malcolm Anderson J. Horn Bill Moss |
| 16 agosto | Brumana International 1959 Brummana, Libano Singolare - Doppio                         | Jan-Erik Lundquist 7-5 6-1 6-4                    | Robert Howe                    |                                 |                                                   |
| 16 agosto | Brumana International 1959 Brummana, Libano Singolare - Doppio                         |                                                   |                                |                                 |                                                   |
| 16 agosto | Austrian International Championships 1959 Kitzbühel, Austria Singolare - Doppio        | Budge Patty 8-6 6-1 6-2                           | Ladislav Legenstein            |                                 |                                                   |
| 16 agosto | Austrian International Championships 1959 Kitzbühel, Austria Singolare - Doppio        |                                                   |                                |                                 |                                                   |
| 16 agosto | Newport Casino Trophy 1959 Newport, USA Singolare - Doppio                             | Tony Pickard 5-7 6-4 6-1 0-6 6-3                  | Ron Holmberg                   |                                 |                                                   |
| 16 agosto | Newport Casino Trophy 1959 Newport, USA Singolare - Doppio                             |                                                   |                                |                                 |                                                   |
| 16 agosto | Torneo di Viareggio 1959 Viareggio, Italia Singolare - Doppio                          | Mike Davies 6-4 3-6 6-2 6-4                       | Fausto Gardini                 |                                 |                                                   |
| 16 agosto | Torneo di Viareggio 1959 Viareggio, Italia Singolare - Doppio                          |                                                   |                                |                                 |                                                   |
| 24 agosto | Istanbul International Championships 1959 Istanbul, Turchia Singolare - Doppio         | Luis Ayala 6-4 6-0 6-2                            | Ray Weedon                     |                                 |                                                   |
| 24 agosto | Istanbul International Championships 1959 Istanbul, Turchia Singolare - Doppio         |                                                   |                                |                                 |                                                   |
| 25 agosto | Palermo Pro Championships 1959 Palermo, Italia Terra rossa Singolare                   | Ken Rosewall 6-3 6-1                              | Frank Sedgman                  | Mervyn Rose Pancho Segura       |                                                   |
| 30 agosto | Sydney Metropolitan Hard Court Championships 1959 Sydney, Australia Singolare - Doppio | Graham Lovett 6-4 6-1                             | Warren Woodcock                |                                 |                                                   |
| 30 agosto | Sydney Metropolitan Hard Court Championships 1959 Sydney, Australia Singolare - Doppio |                                                   |                                |                                 |                                                   |

### Settembre
| Settimana    | Torneo                                                                                       | Vincitore                                        | Finalista                  | Semifinalisti             | Eliminati ai quarti                                      |
| ------------ | -------------------------------------------------------------------------------------------- | ------------------------------------------------ | -------------------------- | ------------------------- | -------------------------------------------------------- |
| settembre    | Southern Transvaal Championships 1959 Johannesburg, Sudafrica Singolare - Doppio             | Gaetan Koenig 4-6 6-1 1-6 6-4 6-3                | Abe Segal                  |                           |                                                          |
| settembre    | Southern Transvaal Championships 1959 Johannesburg, Sudafrica Singolare - Doppio             |                                                  |                            |                           |                                                          |
| settembre    | Polish International Championships 1959 Varsavia, Polonia Singolare - Doppio                 | Gerard Pilet 6-3 6-1 6-2                         | Andreiev                   |                           |                                                          |
| settembre    | Polish International Championships 1959 Varsavia, Polonia Singolare - Doppio                 |                                                  |                            |                           |                                                          |
| 1º settembre | Torneo di Budleigh Salterton 1959 Budleigh Salterton, Gran Bretagna Singolare - Doppio       | Mike Sangster 8-6 6-4                            | Alan Mills                 |                           |                                                          |
| 1º settembre | Torneo di Budleigh Salterton 1959 Budleigh Salterton, Gran Bretagna Singolare - Doppio       |                                                  |                            |                           |                                                          |
| 1º settembre | Torneo di New Malden 1959 New Malden, Gran Bretagna Singolare - Doppio                       | Gerald D. Oakley 7-5 6-4                         | D.R. Oliver                |                           |                                                          |
| 1º settembre | Torneo di New Malden 1959 New Malden, Gran Bretagna Singolare - Doppio                       |                                                  |                            |                           |                                                          |
| 1º settembre | Westchester Country Club Championships 1959 Rye, USA Singolare - Doppio                      | Vic Seixas 13-11 6-2                             | Ulf Schmidt                |                           |                                                          |
| 1º settembre | Westchester Country Club Championships 1959 Rye, USA Singolare - Doppio                      |                                                  |                            |                           |                                                          |
| 5 settembre  | Tennis ai III Giochi panamericani Chicago, USA Singolare - Doppio                            | Luis Ayala 6-4 6-1 6-3                           | Robert Bedard              |                           |                                                          |
| 5 settembre  | Tennis ai III Giochi panamericani Chicago, USA Singolare - Doppio                            |                                                  |                            |                           |                                                          |
| 5 settembre  | Torneo di Lacco Ameno 1959 Lacco Ameno, Italia Singolare - Doppio                            | Nicola Pietrangeli 3-6 6-2 6-4                   | Mike Davies                |                           |                                                          |
| 5 settembre  | Torneo di Lacco Ameno 1959 Lacco Ameno, Italia Singolare - Doppio                            |                                                  |                            |                           |                                                          |
| 5 settembre  | Lee-on-Solent Tournament 1959 Lee-on-the-Solent, Gran Bretagna Singolare - Doppio            | Roger Taylor 6-1 6-3                             | Trevor Adamson             |                           |                                                          |
| 5 settembre  | Lee-on-Solent Tournament 1959 Lee-on-the-Solent, Gran Bretagna Singolare - Doppio            |                                                  |                            |                           |                                                          |
| 5 settembre  | Torneo di Torquay 1959 Torquay, Gran Bretagna Singolare - Doppio                             | Mike Sangster 9-7 6-4                            | Julian Coni                |                           |                                                          |
| 5 settembre  | Torneo di Torquay 1959 Torquay, Gran Bretagna Singolare - Doppio                             |                                                  |                            |                           |                                                          |
| 13 settembre | U.S. National Championships 1959 New York, USA Singolare - Doppio                            | Neale Fraser 6-3 5-7 6-2 6-4                     | Alex Olmedo                |                           |                                                          |
| 13 settembre | U.S. National Championships 1959 New York, USA Singolare - Doppio                            | Neale Fraser Roy Emerson 3-6, 6-3, 5-7, 6-4, 7-5 | Alex Olmedo Earl Buchholz  |                           |                                                          |
| 13 settembre | French Pro Championships 1959 Parigi, Francia Terra rossa Singolare - Doppio                 | Tony Trabert 6-4 6-4 6-4                         | Frank Sedgman              | Lew Hoad Ken Rosewall     | Mervyn Rose Pancho Segura Malcolm Anderson Ashley Cooper |
| 13 settembre | French Pro Championships 1959 Parigi, Francia Terra rossa Singolare - Doppio                 | Tony Trabert Lew Hoad 14-12 6-4 6-2              | Mervyn Rose Frank Sedgman  | Lew Hoad Ken Rosewall     | Mervyn Rose Pancho Segura Malcolm Anderson Ashley Cooper |
| 15 settembre | South of England Championships 1959 Eastbourne, Gran Bretagna Singolare - Doppio             | Alan Mills 8-6 4-6 6-3                           | Mike Hann                  |                           |                                                          |
| 15 settembre | South of England Championships 1959 Eastbourne, Gran Bretagna Singolare - Doppio             |                                                  |                            |                           |                                                          |
| 20 settembre | Perth Amboy Invitation 1959 Perth Amboy, USA Singolare - Doppio                              | Whitney Reed 7-5 2-6 6-0 6-4                     | Chuck McKinley             |                           |                                                          |
| 20 settembre | Perth Amboy Invitation 1959 Perth Amboy, USA Singolare - Doppio                              |                                                  |                            |                           |                                                          |
| 26 settembre | Middle States Pro Championships 1959 Filadelfia, USA Singolare                               | William Kenney 8-3                               | Al Chapline                |                           |                                                          |
| 26 settembre | London Pro Indoor Championships 1959 Londra, Gran Bretagna Parquet indoor Singolare - Doppio | Malcolm Anderson 4-6 6-4 3-6 6-3 8-6             | Pancho Segura              | Ken Rosewall Tony Trabert | Frank Sedgman Ashley Cooper Lew Hoad Mervyn Rose         |
| 26 settembre | London Pro Indoor Championships 1959 Londra, Gran Bretagna Parquet indoor Singolare - Doppio | Tony Trabert Lew Hoad 11-9 9-7 6-2               | Pancho Segura Ken Rosewall | Ken Rosewall Tony Trabert | Frank Sedgman Ashley Cooper Lew Hoad Mervyn Rose         |
| 27 settembre | Spanish International Championships 1959 Barcellona, Spagna Singolare - Doppio               | Jacques Brichant 3-6 6-2 4-6 6-1 6-4             | Andrés Gimeno              |                           |                                                          |
| 27 settembre | Spanish International Championships 1959 Barcellona, Spagna Singolare - Doppio               |                                                  |                            |                           |                                                          |
| 27 settembre | Portuguese International Championships 1959 Cascais, Portogallo Singolare - Doppio           | Don Candy 6-4 6-2 2-6 6-0                        | Patricio Rodríguez         |                           |                                                          |
| 27 settembre | Portuguese International Championships 1959 Cascais, Portogallo Singolare - Doppio           |                                                  |                            |                           |                                                          |
| 27 settembre | Pacific Southwest Championships 1959 Los Angeles, USA Singolare - Doppio                     | Roy Emerson 6-3 4-6 6-0 6-4                      | Ramanathan Krishnan        |                           |                                                          |
| 27 settembre | Pacific Southwest Championships 1959 Los Angeles, USA Singolare - Doppio                     |                                                  |                            |                           |                                                          |

### Ottobre
| Settimana  | Torneo                                                                                       | Vincitore                                   | Finalista                                  | Semifinalisti | Eliminati ai quarti |
| ---------- | -------------------------------------------------------------------------------------------- | ------------------------------------------- | ------------------------------------------ | ------------- | ------------------- |
| ottobre    | Chile International Championships 1959 Santiago, Cile Singolare - Doppio                     | Luis Ayala 7-5 6-1 4-6 6-4                  | Manuel Santana                             |               |                     |
| ottobre    | Chile International Championships 1959 Santiago, Cile Singolare - Doppio                     |                                             |                                            |               |                     |
| ottobre    | Spanish Championships 1959 Madrid, Spagna Singolare - Doppio                                 | Andrés Gimeno 1-6 6-4 6-1 6-3               | Juan Manuel Couder                         |               |                     |
| ottobre    | Spanish Championships 1959 Madrid, Spagna Singolare - Doppio                                 |                                             |                                            |               |                     |
| ottobre    | Campionati italiani assoluti di tennis 1959 Milano, Italia Singolare - Doppio                | Nicola Pietrangeli 3-6 6-2 6-0 6-4          | Orlando Sirola                             |               |                     |
| ottobre    | Campionati italiani assoluti di tennis 1959 Milano, Italia Singolare - Doppio                |                                             |                                            |               |                     |
| 1º ottobre | French Pro Closed Championships 1959 Parigi, Francia Singolare - Doppio                      | Paul Remy 7-5 6-4 6-4                       | Jacques Iemetti                            |               |                     |
| 1º ottobre | French Pro Closed Championships 1959 Parigi, Francia Singolare - Doppio                      |                                             |                                            |               |                     |
| 5 ottobre  | Pacific Coast Championships 1959 Berkeley, USA Singolare - Doppio                            | Barry MacKay 7-5 6-4 1-6 6-2                | Ramanathan Krishnan                        |               |                     |
| 5 ottobre  | Pacific Coast Championships 1959 Berkeley, USA Singolare - Doppio                            | Noel Brown Hugh Stewart 6-4, 10-8, 1-6, 7-5 | Barry MacKay William Quillan               |               |                     |
| 5 ottobre  | ACT Championships 1959 Canberra, Australia Singolare - Doppio                                | Neale Fraser 6-2 6-2                        | Bob Hewitt                                 |               |                     |
| 5 ottobre  | ACT Championships 1959 Canberra, Australia Singolare - Doppio                                |                                             |                                            |               |                     |
| 11 ottobre | Glen Iris Invitational 1959 Melbourne, Australia Singolare - Doppio                          | Brian Tobin 6-2 6-4                         | Doug H. Reid                               |               |                     |
| 11 ottobre | Glen Iris Invitational 1959 Melbourne, Australia Singolare - Doppio                          |                                             |                                            |               |                     |
| 11 ottobre | Pan American International Championships 1959 Città del Messico, Messico Singolare - Doppio  | Mario Llamas 6-4 6-4 6-1                    | Gustavo Palafox                            |               |                     |
| 11 ottobre | Pan American International Championships 1959 Città del Messico, Messico Singolare - Doppio  |                                             |                                            |               |                     |
| 11 ottobre | South Coast Championships 1959 Southport, Australia Singolare - Doppio                       | Trevor Fancutt 6-3 6-1                      | Neil Gibson                                |               |                     |
| 11 ottobre | South Coast Championships 1959 Southport, Australia Singolare - Doppio                       |                                             |                                            |               |                     |
| 17 ottobre | Sydney Metropolitan Grass Court Championships 1959 Sydney, Australia Erba Singolare - Doppio | Martin Mulligan 6-4 3-6 6-3                 | Bob Hewitt                                 |               |                     |
| 17 ottobre | Sydney Metropolitan Grass Court Championships 1959 Sydney, Australia Erba Singolare - Doppio |                                             |                                            |               |                     |
| 25 ottobre | Southern Pro Grass Court Championships 1959 Tuscaloosa, USA Erba Singolare - Doppio          | Sam Giammalva 6-4 6-2                       | Bobby Riggs                                |               |                     |
| 25 ottobre | Southern Pro Grass Court Championships 1959 Tuscaloosa, USA Erba Singolare - Doppio          | Bobby Riggs Don Budge 6-3 4-6 8-6           | Sam Giammalva Jason Morton                 |               |                     |
| 25 ottobre | Tel Aviv Pro Championships 1959 Tel Aviv, Israele Singolare                                  | Pancho Segura Round Robin                   | Ashley Cooper Malcolm Anderson Mervyn Rose |               |                     |
| 25 ottobre | Florida Closed Championships 1959 Delray Beach, USA Singolare - Doppio                       | Gardnar Mulloy 3-6 6-1 6-4                  | Albert Harum                               |               |                     |
| 25 ottobre | Florida Closed Championships 1959 Delray Beach, USA Singolare - Doppio                       |                                             |                                            |               |                     |
| 25 ottobre | Queensland Hard Court Championships 1959 Southport, Australia Singolare - Doppio             | Roy Emerson 6-3 6-1                         | Neale Fraser                               |               |                     |
| 25 ottobre | Queensland Hard Court Championships 1959 Southport, Australia Singolare - Doppio             |                                             |                                            |               |                     |

### Novembre
| Settimana   | Torneo                                                                                  | Vincitore                               | Finalista                                 | Semifinalisti             | Eliminati ai quarti                             |
| ----------- | --------------------------------------------------------------------------------------- | --------------------------------------- | ----------------------------------------- | ------------------------- | ----------------------------------------------- |
| Novembre    | Israel International Championships 1959 Tel Aviv, Israele Singolare - Doppio            | Eleazar Davidman 6-0 6-1 6-0            | Nazmi Bari                                |                           |                                                 |
| Novembre    | Israel International Championships 1959 Tel Aviv, Israele Singolare - Doppio            |                                         |                                           |                           |                                                 |
| Novembre    | Palace Hotel Covered Court Championships 1959 Torquay, Gran Bretagna Singolare - Doppio | Bobby Wilson 6-3 6-4                    | Mike Sangster                             |                           |                                                 |
| Novembre    | Palace Hotel Covered Court Championships 1959 Torquay, Gran Bretagna Singolare - Doppio |                                         |                                           |                           |                                                 |
| 2 novembre  | Torneo di Casablanca 1959 Casablanca, Marocco Singolare - Doppio                        | Nicola Pietrangeli 6-4 6-3 6-4          | Gerard Pilet                              |                           |                                                 |
| 2 novembre  | Torneo di Casablanca 1959 Casablanca, Marocco Singolare - Doppio                        |                                         |                                           |                           |                                                 |
| 5 novembre  | Queensland Championships 1959 Brisbane, Australia Singolare - Doppio                    | Roy Emerson 6-1 6-2 1-6 6-3             | Neale Fraser                              |                           |                                                 |
| 5 novembre  | Queensland Championships 1959 Brisbane, Australia Singolare - Doppio                    |                                         |                                           |                           |                                                 |
| 14 novembre | Argentina International Championships 1959 Buenos Aires, Argentina Singolare - Doppio   | Manuel Santana 6-2 7-5 2-6 9-7          | Luis Ayala                                |                           |                                                 |
| 14 novembre | Argentina International Championships 1959 Buenos Aires, Argentina Singolare - Doppio   |                                         |                                           |                           |                                                 |
| 14 novembre | Japanese Championships 1959 Tokyo, Giappone Singolare - Doppio                          | Barry MacKay 6-2 6-3 6-3                | Atsushi Miyagi                            |                           |                                                 |
| 14 novembre | Japanese Championships 1959 Tokyo, Giappone Singolare - Doppio                          |                                         |                                           |                           |                                                 |
| 22 novembre | Charlie Farrell Invitation 1959 Palm Springs, USA Singolare - Doppio                    | Alex Olmedo 6-1 6-2                     | John Cranston                             |                           |                                                 |
| 22 novembre | Charlie Farrell Invitation 1959 Palm Springs, USA Singolare - Doppio                    |                                         |                                           |                           |                                                 |
| 22 novembre | Perth Spring Tournament 1959 Perth, Australia Singolare - Doppio                        | Clive Wilderspin 1-6 6-3 2-6 6-4 6-4    | Doug Napier                               |                           |                                                 |
| 22 novembre | Perth Spring Tournament 1959 Perth, Australia Singolare - Doppio                        |                                         |                                           |                           |                                                 |
| 22 novembre | New South Wales Championships 1959 Sydney, Australia Singolare - Doppio                 | Neale Fraser 11-9, 8-6, 6-3             | Roy Emerson                               | Martin Mulligan Rod Laver | Bob Howe Fred Stolle Bob Hewitt Warren Woodcock |
| 22 novembre | New South Wales Championships 1959 Sydney, Australia Singolare - Doppio                 | Bob Hewitt Bob Howe 6-4, 6-8, 10-8, 6-2 | Neale Fraser Roy Emerson                  | Martin Mulligan Rod Laver | Bob Howe Fred Stolle Bob Hewitt Warren Woodcock |
| 28 novembre | Perth Pro Championships 1959 (Royal King's Park) Perth, Australia Singolare             | Lew Hoad Round Robin                    | Pancho Gonzales Rex Hartwig Frank Sedgman |                           |                                                 |

### Dicembre
Il New South Wales Pro Championships è il primo torneo della stagione professionistica del 1960
| Settimana   | Torneo                                                                            | Vincitore                                   | Finalista                                 | Semifinalisti                 | Eliminati ai quarti                                      |
| ----------- | --------------------------------------------------------------------------------- | ------------------------------------------- | ----------------------------------------- | ----------------------------- | -------------------------------------------------------- |
| Dicembre    | Central India Championships 1959 Allahabad, India Singolare - Doppio              | Ramanathan Krishnan 6-4 6-4 6-1             | Premjit Lall                              |                               |                                                          |
| Dicembre    | Central India Championships 1959 Allahabad, India Singolare - Doppio              |                                             |                                           |                               |                                                          |
| Dicembre    | Northern India Championships 1959 New Delhi, India Singolare - Doppio             | Ramanathan Krishnan 6-3 6-3 6-1             | Ulf Schmidt                               |                               |                                                          |
| Dicembre    | Northern India Championships 1959 New Delhi, India Singolare - Doppio             |                                             |                                           |                               |                                                          |
| 5 dicembre  | Victorian Championships 1959 Melbourne, Australia Singolare - Doppio              | Neale Fraser 6-0 25-23 5-7 6-4              | Roy Emerson                               |                               |                                                          |
| 5 dicembre  | Victorian Championships 1959 Melbourne, Australia Singolare - Doppio              |                                             |                                           |                               |                                                          |
| 6 dicembre  | South Australian Pro Championships 1959 Adelaide, Australia Singolare             | Lew Hoad Round Robin                        | Pancho Gonzales Rex Hartwig Frank Sedgman |                               |                                                          |
| 7 dicembre  | Philippines International Championships 1959 Manila, Filippine Singolare - Doppio | Felicisimo Ampon 6-4 7-5                    | Raymundo Deyro                            |                               |                                                          |
| 7 dicembre  | Philippines International Championships 1959 Manila, Filippine Singolare - Doppio |                                             |                                           |                               |                                                          |
| 13 dicembre | New South Wales Pro Championships 1959 Sydney, Australia Erba Singolare - Doppio  | Pancho Gonzales 11-9 6-1 6-1                | Lew Hoad                                  | Ken Rosewall Malcolm Anderson | Ashley Cooper Pancho Segura Frank Sedgman Mervyn Rose    |
| 13 dicembre | New South Wales Pro Championships 1959 Sydney, Australia Erba Singolare - Doppio  | Ken Rosewall Malcolm Anderson 6-4 9-7       | Mervyn Rose Frank Sedgman                 | Ken Rosewall Malcolm Anderson | Ashley Cooper Pancho Segura Frank Sedgman Mervyn Rose    |
| 19 dicembre | Queensland Pro Championships 1959 Brisbane, Australia Erba Singolare - Doppio     | Ken Rosewall 1-6 7-5 8-6 8-6                | Pancho Gonzales                           | Frank Sedgman Lew Hoad        | Mervyn Rose Pancho Segura Ashley Cooper Malcolm Anderson |
| 19 dicembre | Queensland Pro Championships 1959 Brisbane, Australia Erba Singolare - Doppio     | Pancho Gonzales Mervyn Rose 6-3 5-7 8-6 8-6 | Ken Rosewall Pancho Segura                | Frank Sedgman Lew Hoad        | Mervyn Rose Pancho Segura Ashley Cooper Malcolm Anderson |
| 28 dicembre | Cumberland Championships 1959 Sydney, Australia Singolare - Doppio                | Bob Hewitt 6-4 6-4                          | Geoffrey Pares                            |                               |                                                          |
| 28 dicembre | Cumberland Championships 1959 Sydney, Australia Singolare - Doppio                |                                             |                                           |                               |                                                          |
| 30 dicembre | Sugar Bowl Invitation 1959 New Orleans, USA Singolare - Doppio                    | Gardnar Mulloy 6-4 6-3 1-6 7-5              | Mike Davies                               |                               |                                                          |
| 30 dicembre | Sugar Bowl Invitation 1959 New Orleans, USA Singolare - Doppio                    |                                             |                                           |                               |                                                          |
| 31 dicembre | Royal South Yarra Tournament 1959 Melbourne, Australia Singolare - Doppio         | Doug H. Reid 6-4 1-6 6-3                    | Wayne Reid                                |                               |                                                          |
| 31 dicembre | Royal South Yarra Tournament 1959 Melbourne, Australia Singolare - Doppio         |                                             |                                           |                               |                                                          |

## Pro tour
Nel corso dell'anno si giocarono diversi tornei che facevano parte dei pro tour: un insieme di tornei composti da pochi partecipanti: da 2, 4 o 6 giocatori in cui i migliori tennisti si sfidavano in scontri diretti in varie località. Il vincitore del tour era il tennista che aveva un vantaggio nei testa a testa con gli altri giocatori.
| Data                            | Località           | Nome del tour               | Classifica                                                                                                |
| ------------------------------- | ------------------ | --------------------------- | --- |
| 20 febbraio 1959 31 maggio 1959 | Stati Uniti Canada | World Pro Tour 1959         | 1) Pancho Gonzales 47–15 2) Lew Hoad 42–20 3) Ashley Cooper 21–40 4) Malcolm Anderson 13–48               |
| luglio-agosto/ottobre 1959      | Europa             | European Grand Prix 1959    | Ashley Cooper Pancho Segura Tony Trabert Malcolm Anderson Mervyn Rose Frank Sedgman Ken Rosewall Lew Hoad |
| novembre 1959                   | Sudafrica          | South African Pro Tour 1959 | 1) Ken Rosewall 12-2 2) Pancho Segura 3) Ashley Cooper 7-7 4) Malcolm Anderson 4-10 5) Mervyn Rose 3-11   |